# Zoltan David
Zoltan David (n. 2 august 1932, Făgăraș, Brașov, România – d. 18 august 2010) a fost un mare jucător dar și antrenor la centrele de copii și juniori din Galați era un adevărat șlefuitor de talente.

## Activitate
Zoltan David și-a început cariera la Nitramonia Făgăraș și Dinamo Bacău, remarcându-se prin talent și ambiție. Consacrarea a venit la Steagul Roșu Brașov, unde a petrecut șapte ani și a fost convocat la loturile naționale.
În 1962, s-a stabilit la Galați, oraș pe care l-a numit „orașul iubirii sale,” jucând pentru CSO, Siderurgistul, Oțelul și Ancora. După retragere, s-a dedicat antrenoratului și formării noii generații de fotbaliști, devenind o figură emblematică a fotbalului gălățean.
Zoltan David a fost cetățean de onoare al municipiului Galați.

## In memoriam
În semn de recunoaștere, în 2011, complexul sportiv Ancora a fost redenumit Baza Sportivă pentru Copii și Juniori Zoltan David, păstrându-i astfel vie amintirea și contribuția în fotbalul gălățean.